# 38(t)戦車に関連する作品の一覧

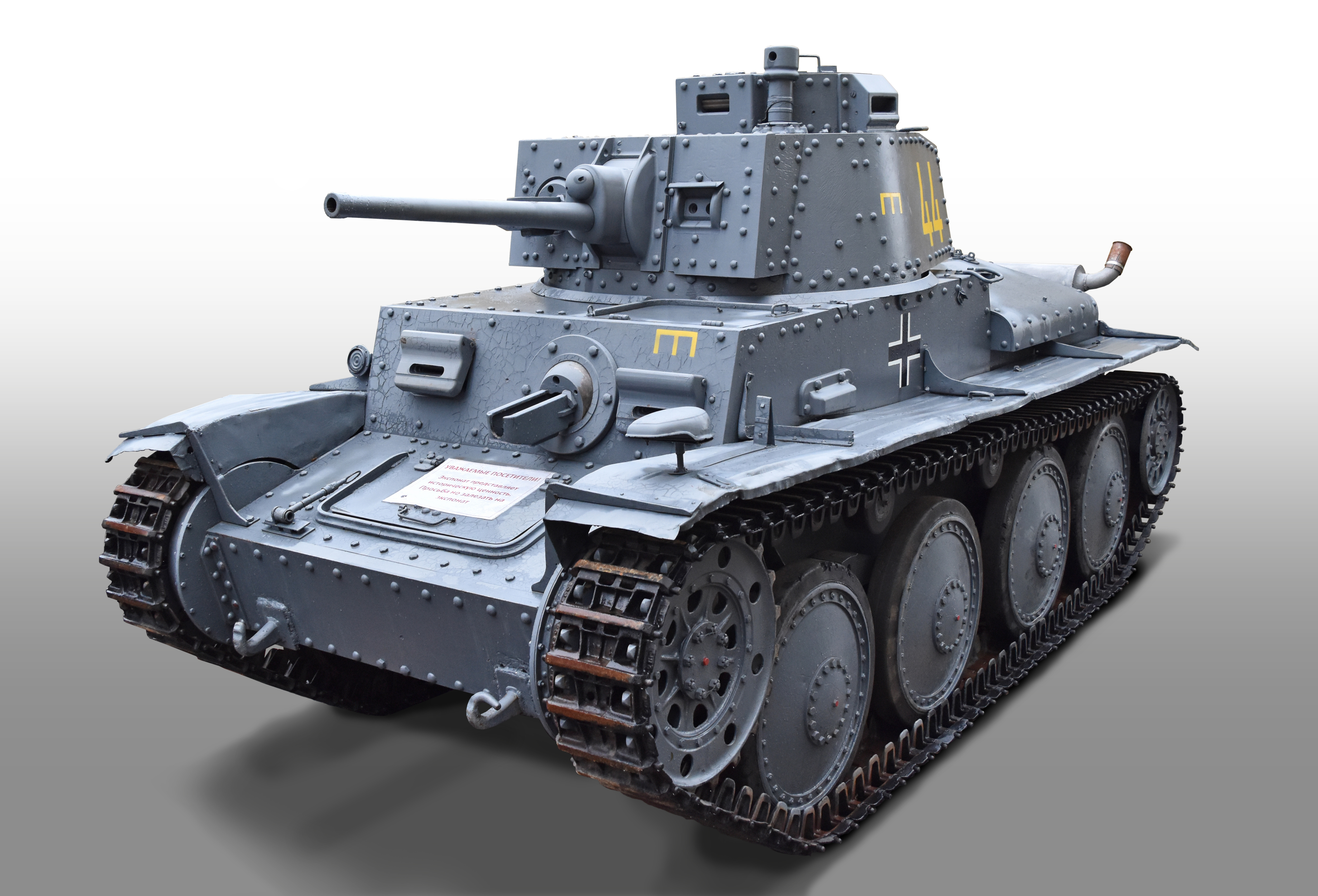
38(t)戦車

38(t)戦車に関連する作品の一覧は、第二次世界大戦期のドイツ国防軍の軽戦車
である、LT-38(チェコスロバキア軍名称・LTvz.38、ドイツ軍名称・38(t)戦車)およびバリエーション車種（マーダーIII・グリレ・38(t)対空戦車・ヘッツァー等）に関連する作品の一覧である。

## 38(t)戦車

### アニメ
『ガールズ&パンツァー』
カメさんチーム（旧Eチーム、生徒会）の使用戦車として登場。後にヘッツァー改造キットによって駆逐戦車に改造される。架空のB/C型ハイブリッド車との設定。聖グロリアーナとの練習試合では、地面への着弾により車体が浮き､容易く履帯を外されている。

### 小説
『同志少女よ、敵を撃て』
ウラヌス作戦に投入された敵戦車として複数登場。ソ連軍の歩兵大隊に対し、対戦車火力がない状態では圧倒していたが、デグチャレフPTRD1941による攻撃やT-34、KV-1といったソ連軍戦車の投入により撃破される。

### ゲーム
『War Thunder』
ドイツ陸軍の軽戦車としてA型、F型が登場。また駆逐戦車として7.62 cm PaK 36(r)を装備したマルダーIIIと7.5 cm PaK 40搭載のH型、38t駆逐戦車ヘッツァーが、　対空戦車として38t対空戦車L型、プレミアム車両として38t偵察戦車が登場。
『World of Tanks』
Pz. 38(t)の名前でドイツ軍技術ツリーに、LT vz. 38の名前でチェコスロバキア軍技術ツリーに登場。
『鋼鉄の騎士』シリーズ
プレイヤーの操縦できる戦車として登場する。
『トータル・タンク・シミュレーター』
ドイツの初期戦車(軽戦車)PANZER 38(T)としてE/F型が登場。
『バトルフィールドV』
マルチプレイにてドイツ軍の兵器として登場。

## マーダーIII

### ゲーム
『War Thunder』
ドイツの駆逐戦車として初期型とH型が登場。
『World of Tanks』
ドイツ駆逐戦車Marder 38Tとして登場。

## グリレ

### ゲーム
『World of Tanks』
ドイツ自走砲GrilleとしてH型が登場。

## 38(t)対空戦車

### ゲーム
『War Thunder』
ドイツ陸軍の対空戦車として38(t)対空戦車 ゲパルトという名称で登場する。

## ヘッツァー

### 映画
『合衆国最後の日』
現用車両として登場。
『コレリ大尉のマンドリン』
終盤、ドイツ軍の制止を振り切るイタリア軍部隊の対戦車砲と交戦する。
『ザ・ロンゲスト・デイ』
『史上最大の作戦』ではない方の自由フランス軍特殊部隊を描く1994年製作の仏独英米合作映画。終盤に登場する。
『ハノーバー・ストリート 哀愁の街かど』
『フューリー』
鹵獲されたドイツ軍の車両が、アメリカ軍基地に駐車されている。

### アニメ・漫画
『ガールズ&パンツァー』
カメさんチーム（生徒会）の使用車両。実車と違い、従来型の38(t)戦車B/C型に改造キットを取り付けてかなり無理矢理組み上げられた。
『ガールズ&パンツァー 劇場版』
大洗女子学園の保有戦車として登場。どんぐり小隊として活躍する。
『ガールズ&パンツァー 最終章』

『戦場ロマン・シリーズ』
シリーズの一編「アルデンヌの白い虎」にて登場する。エンジントラブルで部隊からはぐれたヘッツァーを元チェコスロバキアの住人だった逃亡中のユダヤ人が「ちょっといじったようだが、38(t)戦車（LT-38）と中身は同じ」と整備・修理する。
『ドラゴンボールZ 復活のフュージョン!!悟空とベジータ』
地獄から甦った独裁者の麾下戦力として登場。

### 小説
『女皇の聖戦』
ゼーレーベ作戦に投入される。
『ぱんほー!』

### ゲーム
『Company of Heroes 2』
西部戦線のドイツ軍使用車両としてFlammpanzer 38（火炎放射戦車）が登場。
『War Thunder』
ドイツ陸軍の駆逐戦車として登場。
『World of Tanks』
ドイツ駆逐戦車Jagdpanzer 38(t) Hetzerとして開発可能。42/2式10.5cm突撃榴弾砲相当にも改造できる。
『コンバットチョロQ』
ドイツ2タンクとして登場。また、アリーナのライトクラスの12番の敵として登場。
『パンツァーフロント』
『無印』『bis』に登場。
『メタルサーガニューフロンティア』
プレイヤーの搭乗戦車として登場。